# 夜之影
夜之影（日語：ダークシャドウ），是日本純種競賽馬匹。生涯活躍於一哩至中距離賽事，曾於2011年勝出葉森盃及每日王冠，亦於秋季天皇賞跑獲第二。

## 出賽前
2007年2月17日出生於北海道千歲市社台牧場，成長途中於拍賣會上被馬主飯塚知一以2625萬日圓購入。
其後交由栗東訓練中心練馬師堀宣行訓練。

## 競賽生涯

### 3歲
2010年4月24日出戰東京競馬場2歲新馬戰，雖然比賽初段隨即因漏閘落後4馬位，但沉穩地保持在後方位置下於直路瞬間在外檔位置衝刺，最終跑出後600米33.5秒的速度取得首勝。
1個月後出戰500萬獎金以下條件戰，繼續保持在後方位置下於對面直路開始發力下成功透出，最終以1 1/4馬位達成連勝。
休養過後在8月以支笏湖特別作為目標，本次比賽再度漏閘下未能發揮速度追上前方對手，最終以第四落敗。
其後出戰菊花賞前哨戰聖烈特紀念，維持在中團第九左右的位置下於彎道開始發力，成功尋找加速點下逐步突圍，但最終仍然以第五的戰績完賽。
由於未能出戰菊花賞，因而進入休養。

### 4歲
2011年年初出戰許波多特別，比賽初段處於中團位置下在直路開始加速，可惜一直未能迫近前方的Meiner Gold下以第二落敗。
2月出戰調布特別，本次比賽選擇於中團內欄位置推進下於彎道處逐步透出，進入直路後繼續加速拉開後方的對手，最終以3馬位輕鬆取勝。
4月原定以條件戰難波錦標作為下一戰，但被排除於名單外下轉為越級挑戰產經大阪盃。比賽開始後，其保持在約莫第十一附近的位置展開推進，在彎道處逐步抽出外檔望空。進入直路後，其在外檔位置迅速進入狀態加速衝刺，最終力迫前方對手下以鼻位敗於萬千寵愛取得第二。
2個月後隨即出戰葉森盃，本次比賽採用前置戰術下維持在第五的有利位置，在彎道處迅速閃出外檔下開始發力，最終在即來衝刺下隨即超越對手，更繼續拋離後方2 1/2馬位取得首個分級賽冠軍。
放草過後在秋季以每日王冠作為起動戰，保持在後方位置下一直處於尾三，在彎道處亦未有抽出外檔的動作。進入直路後，其從馬群中央展開突圍，不斷穿插之下成功超越其他對手，同時展現優秀速度取得分級賽連勝。
隨後乘勢出戰一級賽秋季天皇賞，繼續以居中戰術展開賽事在約莫第七、八左右的位置推進，在彎道處繼續保持在中內欄位置減省腳程。進入直路後，其再度以每日王冠的戰術重馬群之中尋找路線加速，可惜在最後關頭未能鬥贏同樣衝出的東瀛佐敦，以1/2差距落敗。

### 5歲
2012年年初出戰京都紀念，於中團位置等待時機下在直路爆發速度不斷追擊前方的對手，但最終未能超越始創先鋒下以第二落敗。
3月遠征阿聯酋出戰杜拜免稅店盃，一直維持在中團外疊的位置下在直路明顯乏力未能上前，最終以第九大敗。
回國後以札幌紀念作為目標，本次比賽一改以往做法選擇前置，保持在領放馬Mikki Pumpkin及Aliseo的後方位置，在第四彎道處更主動上前取得領先。進入直路後，其嘗試在內欄位置維持自身的走勢，可惜於外檔Fumino Image的強襲被擊敗，再度取得第二。
入秋後直接出戰秋季天皇賞，比賽初段重拾後置戰術下保持在約莫第九、十的位置，可惜在直路上未能追上超常駿驥之餘，亦被榮進閃耀及統治地位超越以第四落敗。
11月下旬出戰日本盃，再度採取後上戰術下一直於外檔位置衝刺蠶食對手，但未能戰勝貴婦人、黃金巨匠及統治地位下跑獲第四。
年末出戰有馬紀念，本次比賽採用中團戰術，但在直路上明顯乏力未能表現太大加速力，最終僅跑獲第六的戰績。

### 6歲
2013年年初出戰產經大阪盃，比賽初段較為主動下保持在第二、三的位置帶領馬群前進，但於直路上一直未能拋離後方對手，在中段被逐漸超越下取得第五。
6月縮程挑戰安田紀念，但未能展現較為優秀的適性下在直路表現平凡，最終以第六的戰績完賽。
秋季再度以每日王冠作為起動戰，但在直路表現較為均速下未能威脅對手，最終取得第五的戰績。
其後原定以秋季天皇賞作為目標，但在訓練中被欄杆擦傷下避戰，改為出戰時間較後的一哩冠軍賽，然而在直路中完全未有走勢，最終以 尾三第十六大敗。

### 7歲
2014年以中山紀念作為首戰，但受到變化地影響下未能展開衝刺，最終以第十一落敗。
完成中山紀念後原定計劃出戰產經大阪盃，但調整進度受阻下直接休養到6月出戰葉森盃。比賽開始後，其保持在第八的中團位置穩步推進，在彎道處開始尋找加速點並逐步望空。進入直路後，其奮力向前加速並稍為克服59公斤的頂磅，最終僅敗於解密精英及欣喜之淚取得第三。
夏季繼續以函館紀念作為目標，本次比賽選擇後置戰術下再度在直路上克服58公斤的頂磅，跑出不俗的走勢下直迫前方對手，最終僅未能壓贏變奏的忘情棄愛取得第二。
然而在秋季未能保持此等勢頭，於每日王冠中以第十二落敗，其後在秋季天皇賞因失速取得第十，僅能在年末的金鯱賞中跑獲第六的個位數名次。

### 8歲
2015年首戰為美國賽馬會盃，但延續上年度秋季的頹勢下以第十完賽。
其後未有繼續出戰賽事，並於4月29日取消日本中央競馬會的賽駒註冊正式退役。

### 詳細賽績
| 日期       | 舉辦國家 | 馬場 | 距離   | 級別 | 賽事名稱         | 負重 | 騎師     | 馬號 | 出馬 | 名次 | 時間     | 頭馬（二馬）         |
| ---------- | -------- | ---- | ------ | ---- | ---------------- | ---- | -------- | ---- | ---- | ---- | -------- | -------------------- |
| 24/4/2010  | 日本     | 東京 | 草2000 |      | 3歲未勝利        | 56   | 內田博幸 | 11   | 7    | 1    | 2:04.0   | （Go to the Milano） |
| 29/5/2010  | 日本     | 東京 | 草2000 |      | 3歲500萬獎金以下 | 56   | 內田博幸 | 15   | 4    | 1    | 2:01.3   | （Silk Stuart）      |
| 15/8/2010  | 日本     | 札幌 | 草2600 |      | 支笏湖特別       | 54   | 韋達     | 11   | 3    | 4    | 2:40.4   | Golden Hind          |
| 19/9/2010  | 日本     | 中山 | 草2200 | GII  | 聖烈特紀念       | 56   | 四位洋文 | 17   | 12   | 5    | 2:11.2   | Quark Star           |
| 8/1/2011   | 日本     | 京都 | 草2200 |      | 許波多特別       | 56   | 貝利     | 11   | 9    | 2    | 2:13.4   | Meiner Gold          |
| 12/2/2011  | 日本     | 東京 | 草2000 |      | 調布特別         | 56   | 貝利     | 14   | 10   | 1    | 2:01.8   | （Silent Melody）    |
| 3/4/2011   | 日本     | 阪神 | 草2000 | GII  | 產經大阪盃       | 57   | 福永祐一 | 15   | 13   | 2    | 1:57.8   | 萬千寵愛             |
| 12/6/2011  | 日本     | 東京 | 草1800 | GIII | 葉森盃           | 56   | 福永祐一 | 18   | 3    | 1    | 1:47.3   | （Abe Chairman）     |
| 9/10/2011  | 日本     | 東京 | 草1800 | GII  | 每日王冠         | 57   | 福永祐一 | 11   | 8    | 1    | 1:46.7   | （實際影響）         |
| 30/10/2011 | 日本     | 東京 | 草2000 | GI   | 秋季天皇賞       | 58   | 貝利     | 18   | 7    | 2    | 1:56.2   | 東瀛佐敦             |
| 12/2/2012  | 日本     | 京都 | 草2200 | GII  | 京都紀念         | 57   | 福永祐一 | 9    | 1    | 2    | 2:12.7   | 始創先鋒             |
| 31/3/2012  | 阿聯酋   | 美丹 | 草1800 | G1   | 杜拜草地大賽     | 57   | 福永祐一 | 15   | 7    | 9    | 記錄缺失 | 都市風光             |
| 19/8/2012  | 日本     | 札幌 | 草2000 | GII  | 札幌紀念         | 57   | 福永祐一 | 14   | 4    | 2    | 1:58.8   | Fumino Image         |
| 28/10/2012 | 日本     | 東京 | 草2000 | GI   | 秋季天皇賞       | 58   | 福永祐一 | 18   | 13   | 4    | 1:57.7   | 榮進閃耀             |
| 25/11/2012 | 日本     | 東京 | 草2400 | GI   | 日本盃           | 57   | 杜滿萊   | 17   | 10   | 4    | 2:23.5   | 貴婦人               |
| 23/12/2012 | 日本     | 中山 | 草2500 | GI   | 有馬紀念         | 57   | 莫雅     | 16   | 10   | 6    | 2:32.5   | 黃金船               |
| 31/3/2013  | 日本     | 阪神 | 草2000 | GII  | 產經大阪盃       | 56   | 戶崎圭太 | 14   | 4    | 5    | 1:59.5   | 黄金巨匠             |
| 2/6/2013   | 日本     | 東京 | 草1600 | GI   | 安田紀念         | 58   | 戶崎圭太 | 18   | 12   | 6    | 1:31.9   | 龍王                 |
| 6/10/2013  | 日本     | 東京 | 草1800 | GII  | 每日王冠         | 56   | 戶崎圭太 | 11   | 1    | 5    | 1:47.1   | 榮進閃耀             |
| 17/10/2013 | 日本     | 京都 | 草1600 | GI   | 一哩冠軍賽       | 57   | 莫雅     | 18   | 15   | 16   | 1:34.0   | 太陽神驥             |
| 2/3/2014   | 日本     | 中山 | 草1800 | GII  | 中山紀念         | 56   | 內田博幸 | 15   | 3    | 11   | 1:51.1   | 一路通               |
| 15/6/2014  | 日本     | 東京 | 草1800 | GIII | 葉森盃           | 59   | 戶崎圭太 | 17   | 4    | 3    | 1:46.4   | 解密精英             |
| 20/7/2014  | 日本     | 函館 | 草2000 | GIII | 函館紀念         | 58   | 羅理雅   | 16   | 9    | 2    | 2:00.2   | 忘情棄愛             |
| 12/10/2014 | 日本     | 東京 | 草1800 | GII  | 每日王冠         | 56   | 貝利     | 15   | 12   | 12   | 1:45.8   | Air Saumur           |
| 2/11/2014  | 日本     | 東京 | 草2000 | GI   | 秋季天皇賞       | 58   | 貝利     | 18   | 6    | 10   | 2:00.2   | 史匹堡               |
| 6/12/2014  | 日本     | 中京 | 草2000 | GII  | 金鯱賞           | 56   | 莫雅     | 17   | 17   | 6    | 1:59.4   | 最後震撼             |
| 26/1/2015  | 日本     | 中山 | 草2200 | GII  | 美國賽馬會盃     | 56   | 貝利     | 17   | 1    | 10   | 2:14.2   | Courir Kaiser        |

## 退役後
退役後，夜之影並未入種，而是於新潟競馬場休養，在2015年作為乘騎馬使用。
2016年，其於接受訓練後正式以儀仗馬身份服務。

## 血統簡介
父系夜舞爲日本賽駒，生涯戰績優秀，曾勝出一級賽菊花賞。祖父週日寧靜是美國三冠賽雙冠馬，退役後在日本配種，在日本馬壇相當成功，贏得多項分級賽事，其子嗣贏得巨額獎金，連續12年成為日本冠軍種馬。
母系Matikanehatusimada為美國出生的日本賽駒，生涯僅勝出條件戰級別的賽事。外祖父Private Account為美國賽駒，生涯戰績優秀，曾勝出一級賽灣流園讓賽及懷德納讓賽。

### 血統表
| 父線：週日寧靜系（Halo系）                  |                                |                  |                 |
| 種馬 夜舞 1993年（棗色）                    | 週日寧靜 1986年（棕色）        | Halo             | Hail to Reason  |
| 種馬 夜舞 1993年（棗色）                    | 週日寧靜 1986年（棕色）        | Halo             | Cosmah          |
| 種馬 夜舞 1993年（棗色）                    | 週日寧靜 1986年（棕色）        | Wishing Well     | Understanding   |
| 種馬 夜舞 1993年（棗色）                    | 週日寧靜 1986年（棕色）        | Wishing Well     | Mountain Flower |
| 種馬 夜舞 1993年（棗色）                    | Dancing Key 1983年（棗色）     | 尼真斯基         | 北地舞人        |
| 種馬 夜舞 1993年（棗色）                    | Dancing Key 1983年（棗色）     | 尼真斯基         | Flaming Page    |
| 種馬 夜舞 1993年（棗色）                    | Dancing Key 1983年（棗色）     | Key Partner      | Key to the Mint |
| 種馬 夜舞 1993年（棗色）                    | Dancing Key 1983年（棗色）     | Key Partner      | Native Partner  |
| 繁殖雌馬 Matikanehatsusimada 1995年（棗色） | Private Account 1976年（棗色） | Damascus         | 劍舞者          |
| 繁殖雌馬 Matikanehatsusimada 1995年（棗色） | Private Account 1976年（棗色） | Damascus         | Kerala          |
| 繁殖雌馬 Matikanehatsusimada 1995年（棗色） | Private Account 1976年（棗色） | Numbered Account | Buckpasser      |
| 繁殖雌馬 Matikanehatsusimada 1995年（棗色） | Private Account 1976年（棗色） | Numbered Account | Intriguing      |
| 繁殖雌馬 Matikanehatsusimada 1995年（棗色） | Yousefia 1989年（棗色）        | 單色             | 北地舞人        |
| 繁殖雌馬 Matikanehatsusimada 1995年（棗色） | Yousefia 1989年（棗色）        | 單色             | Pas de Nom      |
| 繁殖雌馬 Matikanehatsusimada 1995年（棗色） | Yousefia 1989年（棗色）        | Foreign Courier  | Sir Ivor        |
| 繁殖雌馬 Matikanehatsusimada 1995年（棗色） | Yousefia 1989年（棗色）        | Foreign Courier  | Courtly Dee     |
| 雌系：號族：A4                              |                                |                  |                 |
| 五代內近親交配：北地舞人 4×4                |                                |                  |                 |

## 命名由來
名字中，Dark（ダーク）意思為「黑夜」，繼承自父系夜舞之名字，Shadow（シャドウ）為馬主飯塚知一之冠名，意思為「影子」，香港則將兩部分結合，以「夜之影」作為翻譯。

## 外部連結
- 夜之影 netkeiba.com
- 血統表